# Calamus cervigoni
Calamus cervigoni е вид бодлоперка от семейство Sparidae. Видът не е застрашен от изчезване.

## Разпространение и местообитание
Разпространен е във Венецуела.
Обитава крайбрежия, пясъчни дъна на морета. Среща се на дълбочина от 20 до 90 m.

## Описание
На дължина достигат до 20 cm.